# Georg Gezelius
Georg Gezelius, né le 5 octobre 1735 à Jönköping et mort le 24 mai 1789 à Lillkyrka, était un prêtre et un écrivain suédois.

## Biographie
Gezelius a obtenu une maîtrise en philosophie à l'Académie royale d'Åbo en 1757. Il est nommé vicaire d'Östra Ryd à Roslagen en 1765 (il n'a jamais exercé cette fonction), vicaire de Lillkyrka à Närke en 1766, et prêtre en 1780. En 1779, il reçoit le titre de prédicateur de la Cour.
Gezelius est surtout connu de la postérité comme l'éditeur du Försök til et biographiskt lexicon öfver namnkunnige och lärde svenske män, publié en quatre parties de 1778 à 1787, et réalisé en collaboration avec Olof Celsius, Johan Hinric Lidén, Anders Schönberg, Eric Michael Fant et Sigfrid Lorentz Gahm-Persson, entre autres. Cet ouvrage est le premier dictionnaire biographique suédois.
Gezelius appartenait à la même famille que les évêques portant le même nom de famille. Son arrière-grand-père Georgius Georgii Gezelius (vicaire de Husby en Dalécarlie, mort en 1684), était le frère de Johannes Gezelius l'aîné.